# Armee Lappland
De Armee Lappland was een Duits leger in de Tweede Wereldoorlog. 

## Krijgsgeschiedenis
De Armee Lappland werd opgericht op 14 januari 1942 in Noord-Finland (Lapland) door omdopen van de Befehlsstelle Finnland van Armee Norwegen. De frontsector van het leger was de meest noordelijke van het oostfront, van de Noordelijke IJszee tot midden-Finland.
Met het inzetten van de dooi begon op 24 april 1942 een Sovjet-offensief rond Kestenga en vier dagen later bij Moermansk. Deze offensieven hielden aan tot medio mei en werden daarna door de Sovjets gestopt, waarbij ze grote verliezen geleden hadden. Tot eind mei was de oude frontlinie bij Kestenga weer hersteld. 
Op 22 juni 1942 werd dan Armee Lappland omgedoopt in 20e Bergleger.

## Commandant

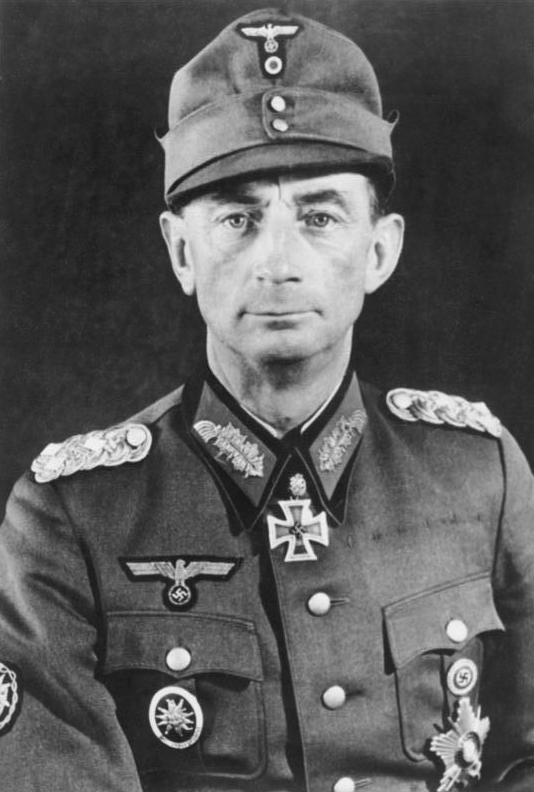
Generaloberst Eduard Dietl

| Rang          | Naam         | Begin           | Eind         |
| ------------- | ------------ | --------------- | ------------ |
| Generaloberst | Eduard Dietl | 14 januari 1942 | 22 juni 1942 |